# Rod Grams
Rod Grams (ur. 4 lutego 1948, zm. 8 października 2013) – amerykański polityk, działacz Partii Republikańskiej, który reprezentował rodzinny stan Minnesota zarówno w Izbie Reprezentantów, jak i Senacie Stanów Zjednoczonych.
Urodzony w Princeton (Mille Lacs County w Minnesocie) uczęszczał do szkół publicznych, a następnie studiował na Brown Institute (1966–1968), Anoka Ramsey Junior College (1970–1972) oraz Anoka-Ramsey Community College (1974–1975).
Pracował jako prezenter i producent telewizyjny w stanach Montana, Wisconsin, Illinois oraz Minnesota. Był także prezesem budowlanej korporacji w Minneapolis.
W wyborach w listopadzie 1992 pokonał, jako kandydat Partii Republikańskiej, urzędującego kongresmena Gerry’ego Sikorskiego (demokratę i przez jedną kadencję (1993–1995) reprezentował 6. okręg Minnesoty w federalnej Izbie Reprezentantów.
Nie ubiegał się o drugą kadencję, gdyż został wybrany do Senatu, gdzie zasiadał sześć lat (także jedna kadencja), czyli od 1995 do 2001. W 2000 roku przegrał walkę o reelekcję z demokratą Markiem Daytonem.
Powrócił do polityki w 2006, kandydując ponownie do Izby Reprezentantów przeciwko urzędującemu demokracie z 87. okręgu Jimowi Oberstarowi, popularnemu i najdłużej służącemu demokracie w Izbie z Minnesoty. Grams przegrał dużą różnicą głosów.

## Wyniki wyborów
- Wybory do Izby z 6. okręgu w 1992
  - Rod Grams (R) – 44%
  - Gerry Sikorski (D) – 33%
  - Dean Barkley (Niezależny) – 11%

- Wybory do Senatu w 1994, prawybory republikańskie
  - Rod Grams – 58%
  - Joanell Dyrstad – 35%
  - Harold Stannes – 5%

- Wybory do Senatu w 1994
  - Rod Grams (R) – 49%
  - Ann Wynia (D) – 44%
  - Dean Barkley (Niezależny) – 5%

- Wybory do Senatu w 2000
  - Mark Dayton (D) – 49%
  - Rod Grams (R) – 43%
  - Jim Gibson (Niezależny) – 6%

- Wybory do Izby z 8. okręgu w 2006
  - Jim Oberstar (D) – 64%
  - Rod Grams (R) – 34%
  - Harry Welty (UP) – 2%